# Exenterus abruptorius
Exenterus abruptorius là một loài tò vò trong họ Ichneumonidae.